# Хшанув (станция метро)
Хша́нув (пол. Chrzanów) — проектируемая станция линии M2 Варшавского метрополитена . 
Будет располагаться  на пересечении улиц Шелиговской и генерала Райского в районе Бемово в оседле Хшанув, по которому и получила своё название. Станцию планируется открыть не раньше 2024 года в составе участка Бемово — Каролин. Станции присвоен рабочий номер C2 и рабочее название Хшанув.
В 2018 году был подписан контракт на строительство станции вместе с последним участком линии М2 Варшавского метрополитена с консорциумом Gülermak и Astaldi.
В 2020 году получен полный пакет инвестиций, ожидаемая дата завершения - май 2024 года.